# Askold (otok)
Askold je otok u susjedstvu gradića Fokina u Primorskom kraju u Rusiji. Ovaj gradić je zatvoreni grad, ali otok Askold je otvoren za turiste.
Na otoku Askoldu nema stanovnika. Rijetko ga turisti posjećuju zbog nedostatka redovnih prijevoznih veza s kopnom, i statusa otoka, koji je do 1995. bio dijelom rezervata gdje nikakva gospodarska djelatnost nije bila dopuštena. Procjenju se da ima na desetke tona zlatnih naslaga.